# Tatort: Laura mein Engel
Laura mein Engel ist ein deutscher Fernsehkrimi von Ottokar Runze aus dem Jahr 1994. Er entstand als 291. Folge der Kriminalreihe Tatort.

## Handlung
Bei Kriminalhauptkommissar Bruno Ehrlicher und Kriminalhauptmeister Kain in Dresden erscheint ein Mädchen, das keinen Ton hervorbringt. Ehrlicher erkennt, dass das Kind unter Schock steht. Ein Anruf lenkt ihn kurz ab – in einem Motel wurde eine Frauenleiche gefunden. Nach Ende des Anrufs ist das Mädchen verschwunden. Kain und Ehrlicher begeben sich zum Leichenfundort. Bei der erschlagenen Frau handelt es sich um Annerose Berkau, die Mutter des Mädchens, das die Ermittler aufgesucht hatte. Ein Foto des Kindes ist mit „Laura mein Engel, mit 13“ beschriftet. Die Befragung des Nachtportiers ergibt, dass Annerose sich am Vorabend mit einem blonden Mann getroffen hatte und sich lange mit ihm unterhielt. Es sei um Geld gegangen. Laura habe das Gespräch heimlich belauscht. Der Mann sei zwar gegangen, jedoch später zurückgekehrt. Dabei habe der Nachtportier auch bemerkt, dass der Mann eine Perücke trägt.
Laura fährt unterdessen nach Halle zu einer Freundin. Ehrlicher und Kain bekommen heraus, dass sie eigentlich in einem Kinderheim in Thüringen lebt. Annerose war 1986 beim Versuch, heimlich die DDR zu verlassen, gestellt und daraufhin von ihrem Kind getrennt worden. Ihren Vater lernte Laura nie kennen, wusste jedoch, dass es ein italienischer Lastwagenfahrer war. Die Heimleiterin gesteht Ehrlicher zwei Dinge: Dass 1986 ein Lastwagenfahrer an der DDR-Grenze erschossen wurde und vermutlich Lauras Vater war und dass vor kurzem ein Mann im Heim angerufen und berichtet habe, dass Lauras Mutter einen Verkehrsunfall hatte und Laura traumatisiert davongelaufen sei. Sie habe ihm berichtet, dass Laura möglicherweise nach Halle zu einer Freundin gefahren sei. Ehrlicher reagiert angespannt, haben die Ermittler doch inzwischen mithilfe von Phantombildern herausbekommen, dass der gesuchte Blonde wahrscheinlich der Niederländer Loris ist, der für den Tod zahlreicher Mädchen verantwortlich ist, die er als Kinderprostituierte missbrauchen ließ.
Obwohl Ehrlicher absolutes Stillschweigen über den Fall forderte, bringen kurz darauf nicht nur das Radio, sondern auch die Zeitung einen Beitrag über die vermeintliche Mörderin Laura. Ehrlicher erkennt, dass der wahre Täter Laura so in Panik versetzen will. Die sucht unterdessen ihre beste Freundin Marie auf, die sie nach Dresden zu ihren Freundinnen bringt. Sie berichtet ihr, dass ihre Mutter sie zur Prostitution überreden wollte, woraufhin sie weggerannt sei. Unterwegs werden Marie und Laura von einem Auto verfolgt. Der blonde Achim, der Laura bereits in Halle aufgelauert hat, drängt Maries Wagen von der Straße ab und bedroht sie und Laura mit einer Pistole. Marie schlägt Achim nieder, beherrscht sie doch Nahkampftechniken. Beide fahren in Achims Auto weiter, während er kurz darauf festgenommen wird. Bei ihm findet sich unter anderem ein Bild Lauras. Ehrlicher nimmt Achim in die Mangel.
In Dresden versteckt Marie Laura in einer illegalen Werkstatt. Sowohl Kain als auch Loris finden heraus, wo sich die Werkstatt befindet. Loris gelingt es, Laura zu entführen. Bald trifft auch der Freier ein, der Laura „angefordert“ hatte. Bevor Schlimmeres passieren kann, werden Loris, sein Kompagnon Jettner und der Freier festgenommen. Ehrlicher hatte während des nervenzehrenden Verhörs von Achim die Telefonnummer erfahren, unter der er Anweisungen zum Aufspüren von Laura erhalten hatte, und konnte so Loris’ Sitz – das Gebäude der Jettner Immobilien – herausfinden. Auch für Laura gibt es ein gutes Ende. Über den Todesfall ihres Vaters konnte ihre Großmutter ausfindig gemacht werden, die Italienerin ist und ebenfalls Laura heißt. Sie kommt nach Dresden, wo Großmutter und Enkelin sich zum ersten Mal in die Arme fallen. Ehrlicher wiederum wird zum nächsten Fall gerufen.

## Produktion
Die Dreharbeiten zu Laura mein Engel fanden ab September 1993 in Halle sowie Dresden und Umgebung statt. Bei dem Motel, in dem Lauras Mutter im Film umgebracht wird, handelt es sich um das kurze Zeit später abgerissene Motel Münzmeisterstraße in Dresden.
Der Film erlebte am 1. Mai 1994 im Ersten seine Fernsehpremiere und erreichte eine Einschaltquote von 27,2 Prozent (8,81 Millionen Zuschauer). Es war der fünfte Fall für die Ermittler Ehrlicher und Kain. Peter Sodann erklärte 2005, dass diese Folge ihn von allen bisherigen Tatort-Fällen am meisten berührt habe.
In Laura mein Engel war Elma Karlowa, die im Dezember 1994 verstarb, in ihrer letzten Filmrolle zu sehen.

## Kritik
„Starker Ostkrimi mit leisem Psychothrill“, befand TV Spielfilm.